# Destrals de bronze cerimonials d'Indonèsia

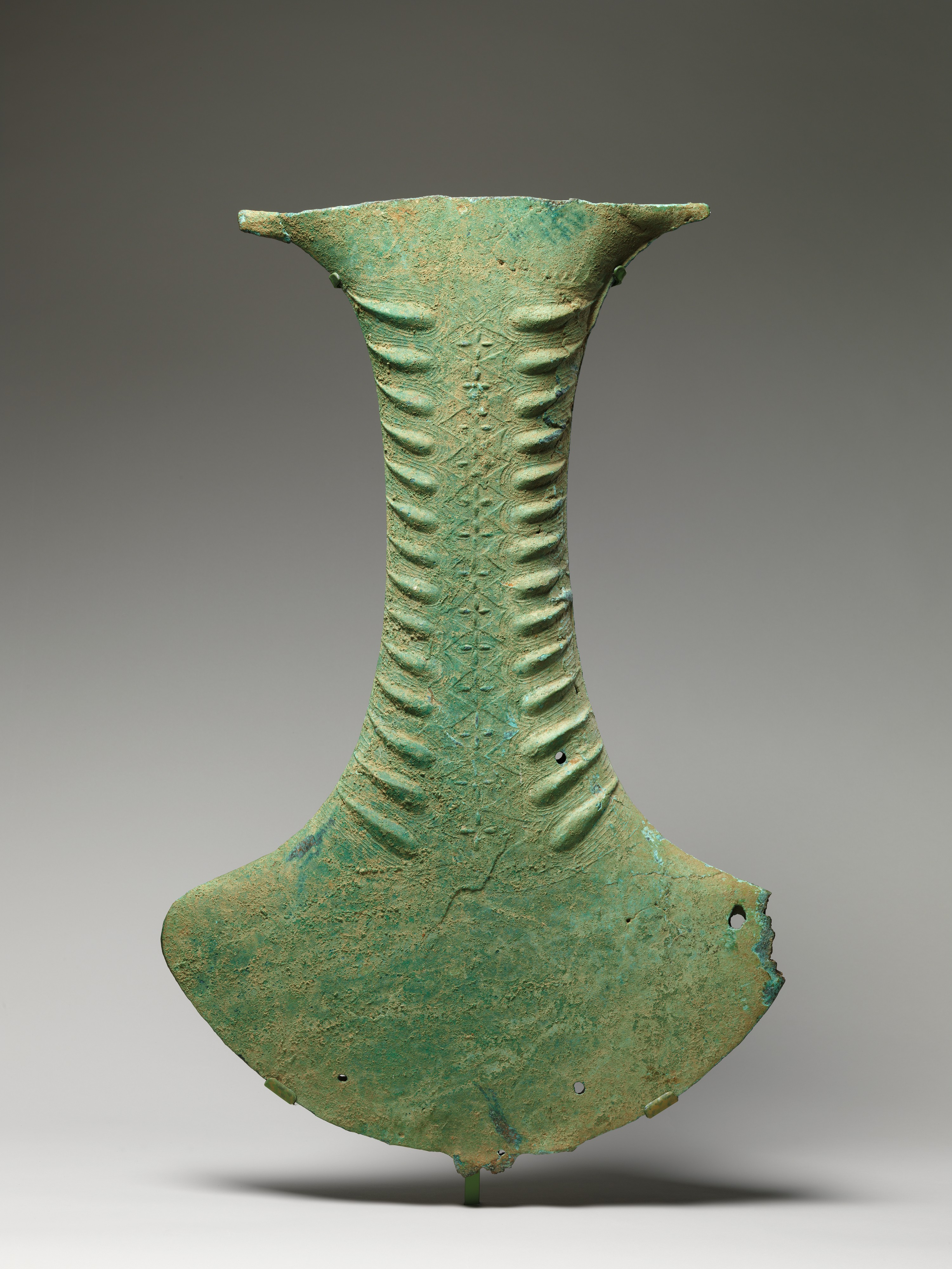
Destral de bronze cerimonial trobada a Sulawesi, té similitud amb altres destrals de bronze, per exemple, de l'illa de Roti, que se'n degueren usar com a objectes cerimonials, instruments de percussió o recipients de líquid

Les destrals de bronze cerimonials d'Indonèsia eren objectes de l'edat de bronze que es van produir a l'arxipèlag d'Indonèsia entre el segle I i II. Els jaciments arqueològics a Java, Bali, Sulawesi, les illes orientals i prop del llac Sentani a Nova Guinea que han estat descoberts, mostren les destrals de bronze en el centre d'una producció de bronze o en els cementiris. Són testimoni de l'extensa xarxa comercial a les illes de l'arxipèlag al primer mil·lenni, i es creu que està connectada amb la cultura Đông Sơn.

## Arqueologia

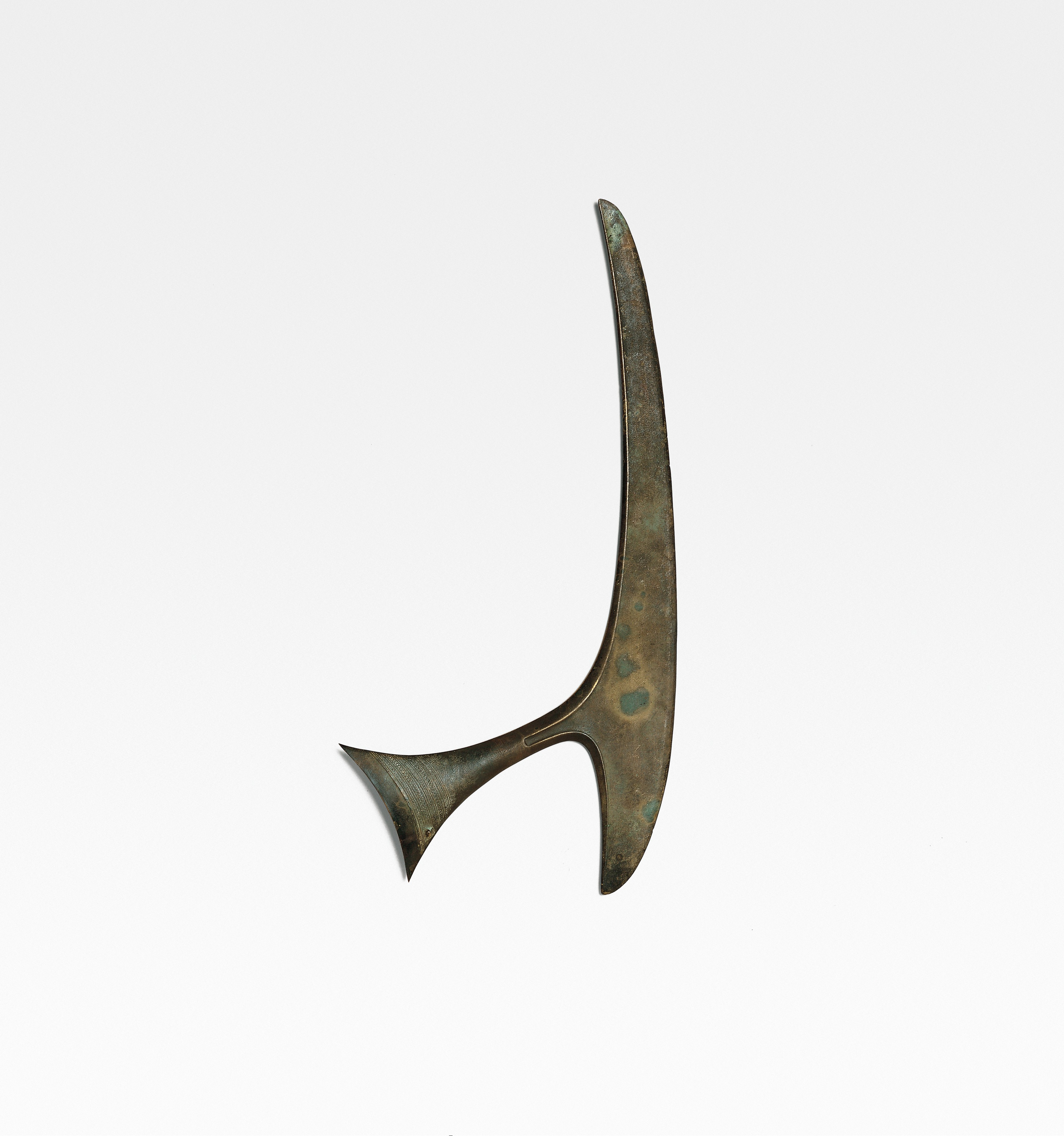
La destral de bronze en forma de fulla té un patró delicat i és massa feble per a ser utilitzada com a arma o eina agrícola, la qual cosa indica el seu ús cerimonial

El primer registre de metal·listeria a l'arxipèlag indonesi està datat de prop del 500 aC. La majoria dels primers objectes de bronze van ser probablement utilitzats per a cerimònies, per exemple, destrals i timbals molt estilitzats. Les troballes d'objectes de bronze d'aquest període són nombroses a Indonèsia. També les persones al costat oriental d'Indonèsia que no havien mostrat cap signe de contacte amb l'hinduisme havien desenvolupat sofisticades tècniques de treball de metalls. El bronze degué ser importat a aquestes illes, perquè moltes de petita mida, com Bali o Roti, no n'extreien coure ni estany.
Les destrals de bronze cerimonials van continuar desenvolupant-se durant l'era preclàssica del segle I al II. Durant aquest període, les indústries de foneria de bronze van florir, especialment a Djava i Bali. Aquestes indústries probablement van ser instrumentals en la fabricació de diversos tipus d'objectes de bronze a Indonèsia, inclosos els artefactes cerimonials de bronze. Es van descobrir diversos tipus de destrals de bronze a Indonèsia, per exemple, nombroses destrals amb cua d'oreneta trobades a Java, la destral gran amb talla antropomòrfica, per exemple, les trobades a les illes de Roti i Makassar, i l'espasa corba de bronze trobada en moltes mides, incloses miniatures. Aquestes troballes arqueològiques del centre de producció d'objectes de bronze i diversos llocs que indiquen el seu ús en una cerimònia demostren un florent comerç entre les illes a l'arxipèlag d'Indonèsia en el primer mil·lenni.

## Descripció
Hi ha diverses formes de destrals cerimonials de bronze trobades a Indonèsia. Les similituds entre aquestes destrals de bronze són els seus delicats patrons artístics i disseny fràgil que indiquen un ús cerimonial. Una destral cerimonial de bronze descoberta a Landu al nord de Roti el 1875 conté dissenys antropomòrfics decorats amb motius geomètrics, per exemple, cercles concèntrics, patró d'espines de peix i espirals, molt similar a l'art primitiu del sud-oest del Pacífic; però amb motius geomètrics addicionals també s'han trobat objectes de bronze procedents de l'Àsia continental, per exemple el patró estriat, molt similar als descoberts a Sulawesi, com la «destral Makassar» que es guarda al Museu Nacional d'Indonèsia.
Grans destrals de bronze cerimonials d'Indonèsia, com la destral Makassar -que fa 70,5 centímetres de longitud i 30 centímetres d'amplada- i l'exemple similar del Museu Metropolità d'Art de Nova York, -105,1 centímetres x 67,3 centímetres- tots dos classificats com a Soejono tipus IIB, són massa grans per a ser objectes pràctics. Aquest tipus d'enormes destrals de bronze es va produir utilitzant la tècnica de la cera perduda en dues parts que després es van unir al mig. Per tant, l'objecte final conté un buit. Aquesta destral de bronze ben decorada va ser sens dubte cerimonial, però es desconeix la naturalesa exacta de la seva utilització. En ser buida -perquè les dues parts es van combinar en una de sola-, pot haver estat utilitzada com un recipient d'aigua, o penjada com a instrument de percussió, o simplement va actuar com a relíquia, com un símbol d'estatus de cerimònies importants.
A l'illa de Java es van trobar destrals de bronze amb cua d'oreneta. Una destral excepcionalment gran, descoberta a Bogor té la seva part de cua d'oreneta adornada en una de les superfícies per una màscara toscament dibuixada amb ulls en forma de brot. Altres tipus de torxes cerimonials són les fulles corbes que s'han descobert arreu de l'arxipèlag de Java occidental, per exemple, des de Bandung fins a Sulawesi. La destral de bronze en forma de fulla s'hi va produir en mida completa i com a miniatura. Encara que sembla una arma, la seva elegant espasa no és prou forta per a qualsevol ús pràctic, tant en la guerra com en l'agricultura.